# Втора вълна на феминизма
Втората вълна на феминизма е период на феминистка активност, който започва в началото на 60-те години на XX век и продължава приблизително две десетилетия, завършвайки с феминистките секс войни в началото на 80-те години. Периодът е заменен от третата вълна на феминизма в началото на 90-те години. Втората вълна се случва в целия Западен свят и има за цел да увеличи равенството на жените чрез надграждане върху феминистките придобивки от края на XIX и началото на XX век.
Втората вълна на феминизма се основава на първата вълна на феминизма и разширява обхвата на дебата, за да включи по-широк кръг от въпроси: сексуалност, семейство, домакинство, работно място, репродуктивни права, фактически неравенства и официални правни неравенства. Първата вълна на феминизма обикновено се застъпва за формално равенство, а втората вълна на феминизма се застъпва за реално равенство. Това е движение, фокусирано върху критиката на патриархалните или доминирани от мъже институции и културни практики в цялото общество. Втората вълна на феминизма също насочва вниманието към проблемите на домашното насилие и брачното изнасилване, създава кризисни центрове за изнасилване и убежища за жени и води до промени в закона за родителските права и закона за развода. Притежаваните от феминистки книжарници, кредитни кооперации и ресторанти са сред ключовите места за срещи и икономически двигатели на движението.
Тъй като гласовете на белите феминистки доминират в разказа от ранните дни на движението, типичните разкази на втората вълна на феминизма се фокусират върху сексизма, с който се сблъскват белите жени от средната и висшата класа, с отсъствието на чернокожи или други цветнокожи жени и опитът на жените от работническата класа, въпреки че цветнокожите пишат и основават феминистки политически активистки групи в цялото движение, особено през 70-те години. В същото време някои разкази представят гледна точка, която се фокусира върху събитията в Съединените щати, изключвайки опита на други страни.
Втората вълна игнорира различията на жените. Въпреки че всички те са жени, борещи се с проблема със сексизма в едно патриархално общество, феминизмът в някои тропически страни все още е много слабо развит поради различния опит на сексизма, с който се сблъскват жени от различни регионални раси. Писателки като Одри Лорд мислят критично и се опитват да хомогенизират „сестринството“, като същевременно пренебрегват всички фактори на идентичността като раса, сексуалност, възраст и класа. Терминът „междусекторност“ е въведен през 1989 г. от Кимбърле Креншоу в края на втората вълна. В същото време много учени смятат, че началото на третата вълна на феминизма се дължи на проблемите на втората вълна, а не просто на друго движение.
Самият термин „втора вълна на феминизма“ (на английски: Second-wave feminism) е въведен в обръщение от американската журналистка Марта Лиър в статия от март 1968 г. в сп. „Ню Йорк Таймс“, озаглавена „Втората феминистка вълна: какво искат тези жени?“. Терминът „вълна“ помага да се свърже поколението суфражетки, които се борят за законови права, с феминистките от 60-те и 70-те години. Сега се използва не само за разграничаване на различните приоритети във феминизма през годините, но и за установяване на всеобхватна борба за справедливост и равенство като начин за разбиране на неговата история. Тази метафора обаче е критикувана от феминистките, тъй като обобщава противоречията в движението и различните вярвания, които феминистките поддържат.

## Втората вълна в различните страни
През 1967 г. на конгреса на Международния алианс на жените, проведен в Лондон, делегатите са уведомени за инициатива на Комисията на ООН за положението на жените за проучване и оценка на положението на жените в техните страни. Много организации и неправителствени организации като Асоциацията на бизнесмените и професионалните жени, клубовете на сороптимистите, както и асоциациите на учители и медицински сестри създават комисии в отговор на инициативата за изготвяне на оценки за състоянието на жените и настояват техните правителства да създадат национални комисии за статута на жените жени.

### Съединени американски щати
Втората вълна на феминизма в Съединените щати идва като забавена реакция срещу подновеното позициониране на жените в дома след Втората световна война: следвоенният бум в края на 40-те години, който е ера, характеризираща се с безпрецедентен икономически растеж, бейби бумът, движението към семейно ориентираните предградия и идеалът за дружески бракове. През това време жените не са  склонни да търсят работа поради ангажираността си с домакинските задължения, което се смята за тяхно основно задължение, но често ги оставя изолирани в дома и отчуждени от политиката, икономиката и законодателството.
Някои важни събития полагат основата за втората вълна, по-специално работата на френската писателка Симон дьо Бовоар през 40-те години на XX век, където тя изследва представата за жените, които се възприемат като „други“ в патриархалното общество. Тя е екзистенциалистка, което означава, че вярва в съществуването на индивида като свободен и отговорен агент, определящ собственото си развитие чрез действия на волята. Тя продължава да заключава в своята книга от 1949 г. „Вторият пол“, че идеологията, ориентирана към мъжа, се приема като норма и се налага от продължаващото развитие на митове и фактът, че жените са способни да забременеят, да кърмят и да имат менструация, по никакъв начин не е основателна причина или обяснение те да бъдат поставяни като „втори пол“.
През 1960 г. Агенцията за контрол на храните и лекарствата на САЩ одобрява комбинираното орално контрацептивно хапче, което е на разположение през 1961 г. Това улеснява жените да имат кариера, без да се налага да напускат работа поради неочаквана бременност. Това също означава, че младите двойки няма да бъдат рутинно принуждавани да сключват нежелани бракове поради случайни бременности.
Въпреки че е широко прието, че движението на втората вълна продължава от 60-те до началото на 80-те години на XX век, точните години са по-трудни за определяне и често се оспорват. Обикновено се смята, че то започва през 1963 г., когато Бети Фридан публикува The Feminine Mystique, а президентската комисия за положението на жените на президента Джон Кенеди публикува своя доклад за неравенството между половете. Администрацията на президента Кенеди превръща правата на жените в ключов въпрос на Новата граница и назначава жени (като Естер Питърсън) на много високопоставени постове в неговата администрация. Кенеди също създава президентска комисия за положението на жените, председателствана от Елинор Рузвелт и включваща служители на кабинета (включително Питърсън и главния прокурор Робърт Кенеди), сенатори, представители, бизнесмени, психолози, социолози, професори, активисти и държавни служители. Докладът препоръчва промяна на това неравенство чрез предоставяне на платен отпуск по майчинство, по-голям достъп до образование и помощ при грижите за децата на жените.
Има и други действия на жените в по-широкото общество, предвещаващи тяхното по-широко ангажиране в политиката, което ще дойде с втората вълна. През 1961 г. 50 000 жени в 60 града, мобилизирани от Женска стачка за мир – американска активистка пацифистка организация, протестират срещу наземните тестове на ядрени бомби и заразеното мляко.
През 1963 г. Бети Фридан, повлияна от революционната, феминистка книга на Симон дьо Бовоар „Вторият пол“, написва бестселъра „Мистичната женственост“ . Обсъждайки основно белите жени, тя изрично възразява срещу това как жените са изобразени в основните медии и как позиционирането им у дома като домакини ограничава техните възможности и пропилява потенциала им. Тя помага за провеждането на много важно проучване, използвайки своите стари съученици от колежа „Смит“. Това проучване разкрива, че жените, които работят като работна сила, като същевременно играят роля в дома, са по-удовлетворени от живота си в сравнение с жените, които са останали вкъщи. Жените, които остават вкъщи, показват чувство на тревожност и тъга. Фридан заключава, че много от тези нещастни жени са се потопили в идеята, че не трябва да имат никакви амбиции извън дома си. Тя описва това като „Проблемът, който няма име“. Перфектният образ на нуклеарното семейство (майка, баща и едно или повече деца), изобразен и силно рекламиран по онова време, пише тя, не отразява щастието и е доста унизителен за жените. Тази книга е широко призната за началото на втората вълна на феминизма в Съединените щати. Проблемите на нуклеарното семейство в Америка също са хетеронормативни и често се използват като маркетингова стратегия за продажба на стоки в рамките на капиталистическо общество.
Докладът на Президентската комисия за положението на жените заедно с книгата на Фридан изразяват недоволството на много жени (особено домакини) и водят до формирането на местни, щатски и федерални правителствени женски групи заедно с много независими феминистки организации. Фридан говори за „движение“ още през 1964 г. Движението се разраства с правни победи като Закона за равното заплащане от 1963 г., дял VII от Закона за гражданските права от 1964 г. и решението на Върховния съд Грисуълд срещу Кънектикът от 1965 г. През 1966 г. Фридан се присъединява към други жени и мъже, за да основат Националната организация на жените (NOW); Фридан е първата президенткс на организацията.
През 1963 г. журналистката на свободна практика Глория Стейнем печели широка популярност сред феминистките, след като дневникът, който тя пише, докато работи под прикритие като сервитьорка – Плейбой зайче в Клуб „Плейбой“, е публикуван като материал от две части в майския и юнския брой на сп. „Шоу“. Тя твърди, че клубът малтретира сервитьорките си, за да спечели мъже клиенти и експлоатира зайчетата на Плейбой като символи на мъжкия шовинизъм, отбелязвайки, че ръководството на клуба инструктира зайчетата, че „има много приятни начини, които могат да използват, за да стимулират обема на алкохола в клуба“. До 1968 г. тя се превръща в несъмнено най-влиятелната фигура в движението и подкрепата за легализираните аборти и федерално финансираните детски градини  се превръщат в двете водещи цели на феминистките.
Сред най-значимите правни победи на движението след формирането на NOW са изпълнителната заповед от 1967 г., разширяваща пълните права за позитивна дискриминация към жените, решението на Комисията за равни права от 1968 г., постановяващо за незаконни рекламите за помощ, сегрерирани по пол, дял IX и Законът за равнопоставеност в образованието на жените (1972 г. и съответно 1974 г., равенство в образованието), дял X (1970 г., здравеопазване и семейно планиране), Закон за равните възможности за кредитиране (1974 г.), Законът за дискриминацията по време на бременност от 1978 г., забраната на брачното изнасилване (въпреки че не е забранено във всички щати до 1993 г.), и легализирането на развода без вина (въпреки че не е легализиран във всички щати до 2010 г.), закон от 1975 г., изискващ Военните академии на САЩ да приемат жени, и много дела във Върховния съд като „Рийд срещу Рийд“ от 1971 г. и „Роу срещу Уейд“ от 1973 г. 
Промяната на социалните нагласи към жените обаче обикновено се смята за най-големият успех на женското движение. През януари 2013 г. министърът на отбраната на САЩ Леон Панета обяви, че дългогодишната забрана жените да служат на бойни позиции в американските военни е отменена. През 2013 г. Министерството на отбраната на САЩ (DoD) обявява своя план за интегриране на жени във всички бойни позиции до 2016 г.
Втората вълна на феминизма в САЩ засяга и други движения, като Движението за граждански права и Движението за правата на студентите, тъй като жените търсят равенство в тях. През 1965 г. в „Секс и каста“, преработена бележка, която са написали като служители в организации за граждански права SNCC, Кейси Хейдън и Мери Кинг предлагат, че „предположенията за мъжко превъзходство са толкова широко разпространени и дълбоко вкоренени и колкото осакатяващи жената, колкото предположенията за превъзходството на белите са за негъра“ и че в движението, както и в обществото, жените могат да се окажат „уловени в кастовата система на общото право“.
През юни 1967 г. Джо Фрийман посещава „безплатен училищен“ курс за жени в Чикагския университет, воден от Хедър Бут и Наоми Вайсщайн. Тя ги кани да организират семинар за жени на предстоящата тогава Национална конференция за нова политика (NCNP), която ще се проведе през уикенда на Деня на труда през 1967 г. в Чикаго. На тази конференция е сформирана женска група (водена от Фрийман и Шуламит Файърстоун), която се опитва да представи собствените си искания на пленарната сесия. Въпреки това на жените е казано, че тяхната резолюция не е достатъчно важна за дискусия в залата и когато чрез заплахи да обвържат конвенцията с процедурни предложения, те успяват да накарат изявлението си да бъде поставено в края на дневния ред; то никога не е обсъдено. Когато директорът на Националната конференция Уилям Ф. Пепър отказа да разпознае някоя от чакащите да говорят жени и вместо това призова някой да говори за индианците, пет жени, включително Файърстоун, се втурват на подиума с искане да разберат защо. Твърди се, че Пепър потупва Файърстоун по главата и й казва: „Спокойно, момиченце. Имаме по-важни неща да говорим от проблемите на жените.“ Фрийман и Файърстоун свикват среща на жените, които са били в курса на „безплатното училище“ и женската работилница на конференцията; това става първата чикагска група за освобождение на жените. Тя е известна като групата „Уестсайд“, защото се събира всяка седмица в апартамента на Фрийман в западната част на Чикаго. След няколко месеца Фрийман стартира бюлетин, който нарича „Гласът на движението за освобождение на жените“. Той се разпространява из цялата страна (и в няколко чужди страни), давайки името на новото движение за освобождение на жените. Много от жените в Уестсайдската група започват други феминистки организации, включително Чикагския съюз за освобождение на жените.
Някои чернокожи феминистки, активни в ранната втора вълна на феминизма, включват адвокатката по граждански права и авторкс Флоринс Кенеди, която е съавторка на една от първите книги за абортите, Abortion Rap от 1971 г.; Селестин Уеър от нюйоркската бригада „Стантън Антъни“ и Патриша Робинсън. Тези жени се опитват да покажат връзките между расизма и мъжкото господство в обществото.
Индокитайските конференции на жените (IWC) във Ванкувър и Торонто през 1971 г. демонстрират интереса на множество женски групи към антивоенното движение във Виетнам. Лесбийските групи, цветнокожите жени и виетнамските групи виждат своите интереси отразени в антиимпериалистическия дух на конференцията. Въпреки че IWC използва канадско място, членството се състои предимно от американски групи.
Идеалите на либералния феминизъм работят за идеята за равенство на жените с това на мъжете, защото либералните феминистки смятат, че жените и мъжете имат еднакви присъщи способности и че обществото е социализирало определени умения. Това премахване на различията работи за изтриване на сексизма, като работи в рамките на съществуваща система на потисничество, вместо да предизвиква самата система. Работата за равенство запазва системата, като дава на всички еднакви възможности, независимо от техните привилегии, докато рамката на справедливостта би адресирала проблемите в обществото и би намерила решения за насочване към разглеждания проблем.
Втората вълна на феминизма също бележи появата на изследвания на жените като легитимна област на изследване. През 1970 г. Държавният университет в Сан Диего е първият университет в Съединените щати, който предлага селекция от курсове по изследвания на жените.
Националната женска конференция през 1977 г. в Хюстън, Тексас, предоставя възможност на групите за освобождение на жените да се справят с множество проблеми на жените. На конференцията делегати от цялата страна се събират, за да създадат Национален план за действие, който предлага 26 плана по въпроси като здравето на жените, заетостта на жените и грижите за деца.
До началото на 80-те години до голяма степен се смята, че жените са постигнали целите си и са успели да променят социалните нагласи към ролите на половете, отменяйки потисническите закони, които се основават на пола, интегрирайки се в „клубовете за момчета“ като военните академии, въоръжените сили на Съединените щати, НАСА, еднополовите колежи, мъжките клубове и Върховния съд, и превръщайкки на половата дискриминация в незаконна. Въпреки това през 1982 г. добавянето на поправката за равни права към конституцията на Съединените щати се проваля, тъй като е ратифицирана само от 35 щата, оставяйки три щата под ратификация.
Втората вълна на феминизма в САЩ е до голяма степен успешна, с изключение провала на ратифицирането на поправката за равни права и ветото на Ричард Никсън върху Закона за цялостното развитие на детето от 1972 г. (който би трябвало да осигури национална система за детски градини за милиарди долари). Усилията за ратифициране на поправката за равни права продължават. Десет щата са приели конституции или конституционни поправки, които предвиждат, че равните права по закон не трябва да се отказват поради пола и повечето от тези разпоредби отразяват общия език на поправката за равни права. Освен това много женски групи все още са активни и са основни политически сили. От 2011 г. повече жени получават бакалавърска степен, отколкото мъже, половината от президентите на Бръшляновата лига са жени, броят на жените в правителството и традиционно доминираните от мъже области драстично се увеличава, а през 2009 г. процентът на жените в американската работна сила временно надминава този на мъжете. Заплатата на средната американска жена също се увеличава с течение на времето, въпреки че към 2008 г. тя е само 77% от средната заплата на мъжа – феномен, често наричан „разлика в заплащането между половете“. Дали това се дължи на дискриминация, е много оспорвано, но икономисти и социолози предоставят доказателства в полза на това.
Движението също се бори заедно с движенията за граждански права, Освободителното движение на чернокожите („Блек Пауър“), Чикано движението и движенията за гей освобождение, където много феминистки са активни участници в тези битки за глас в Съединените щати.
Много историци смятат феминистката ера на втората вълна в САЩ за завършваща в началото на 80-те години на XX век с вътрешни феминистки спорове за феминистките секс войни по въпроси като сексуалността и порнографията, които поставят началото на ерата на третата вълна на феминизма в началото на 90-те години.

### Европа

#### Италия
Както се случва и в други страни, първите организирани феминистки групи се развиват в Италия в началото на 70-те години като част от втората феминистка вълна. През 1970 г. в Рим и Милано е основано периодичното издание „Риволта Феминиле“ от Карла Лонци, Карла Акарди и Елвира Баноти с публикуването на манифест. През 60-те и 70-те години италианските феминистки активистки критикуват предишните години и им се противопоставят. Те често са свързвани с движенията на новата Левица и са изкушени от опонентите си към екстремизъм, но понякога се срещат и в политически партии, по-добре интегрирани в класическата политика. Например Съюзът на жените в Италия, свързан с комунистическите и социалистическите партии, по-скоро отразява недоволството, присъстващо в движението. Но с течение на времето разделенията постепенно намаляват и това, което първоначално се смята за крайни искания, постепенно е възстановено от официалните партии.
Сред най-големите успехи на италианския феминизъм през това десетилетие е въвеждането на закон за развода (1970) и закона, регулиращ абортите (1978 г.).

#### Испания
През 60-те години в Испания се наблюдава смяна на поколенията в испанските феминистки в отговор на други промени в испанското общество. Това включва увеличена емиграция и туризъм (което води до разпространение на идеи от останалия свят), по-големи възможности за образование и заетост за жените и големи икономически реформи. Феминизмът в късния период на Франко и ранния преходен период не е обединен. Той има много различни политически измерения, но всички те споделят вярата в необходимостта от по-голямо равенство за жените в Испания и желанието да защитават правата на жените. Феминизмът се премества от отношение към индивида към отношение към колектива. През този период втората вълна на феминизма идва в Испания.
Втората вълна на испанския феминизъм е за борбата за правата на жените в контекста на диктатурата. Комунистическата партия на Испания започва през 1965 г. да популяризира това движение с MDM, създавайки феминистка политическа ориентация около изграждането на солидарност за жените и подпомагането на политически фигури в затвора. MDM стартира движението си в Мадрид, като създава асоциации сред домакините от Тетуан и Хетафе през 1969 г. През 1972 г. е създадена Asociación Castellana de Amas de Casa y Consumidora, за да разшири способността на групата да привлича членове.
Втората вълна навлиза в испанската комиксова общност в началото на 70-те години. В испанските комикси се проявява по два начина. Първият е, че увеличава броя на жените, участващи в производството на комикси като писателки и художнички. Второто е, че трансформира начина, по който са изобразени женските герои, правейки жените по-малко пасивни и по-малко вероятно да бъдат чисто сексуални същества.

#### Франция
Във Франция втората вълна намира своята прелюдия през 1949 г. с публикуването на книгата на Симон дьо Бовоар „Вторият пол“, вдъхновена от англо-американските феминистки движения на Women's Lib. В края на 60-те години феминистките групи се формират без да бъдат обединени; помирението започва от 1970 г., въпреки че точната дата остава обект на спорове, но първите обединени акции са организирани през тази година.
През май вестникът на Жан-Едерн Айер L'Idiot international публикува Combat pour la libération des femmes. Този текст е последван от действие на 26 август 1970 г., когато група жени, водени от Кристиан Рошфор и Моник Витиг, се опитват да положат венец в знак на почит към „Съпругата на незнайния воин“ на Триумфалната арка. Тази дата често се използва за отбелязване на раждането на френското движение за освобождение на жените (Mouvement de libération des femmes). След това активистките, които имат впечатлението, че са били изоставени от Френския май, искат да започнат да трансформират обществото, което запазва за тях само мястото у дома или чисто техническите роли. Основните битки се отнасят до признаването на домашния труд, освобождаването на сексуалността и правото на безплатен законен аборт.
През 1971 г., по инициатива на журналистите Жан Моро и Никол Мучник, дьо Бовоар написва Манифеста на 343-те. Тази петиция е подписана точно от 343 известни или по-малко известни жени, които са направили аборт, като по този начин се излагат на образуване на наказателно производство. В седмичника „Нувел Обсерватьор“ от 5 април статия започва със следните думи: „Един милион жени правят аборт всяка година във Франция. Те го правят в опасни условия поради секретността, на която са осъдени, докато тази операция се извършва под лекарско наблюдение, е много просто. Заявявам, че аз съм извършила аборт“.
Правото на законодателство относно абортите е спечелено с приемането на Закон „Вейл“ от 17 януари 1975 г., който декриминализира доброволното прекъсване на бременността. Преди това феминистките борби вече са довели до легализирането на правото на контрацепция между 1967 и 1974 г. И по тези въпроси жените успяват да постигнат равенство: смесените конкурси в публичния сектор (1974 г.), забраната за уволнение базирано на пола или семейното положение на лицата, въвеждането на развода по взаимно съгласие.

#### Германия
Феминизмът в Германия отслабва след Първата световна война и след опита на жените в Нацистка Германия и Втората световна война жените се завръщат по домовете си. Въпреки че по това време те законно притежават почти същите права като мъжете, жените, които се посвещават на това ново феминистко движение, изискват подобрения във функционирането на обществото.
Докато в началото на 60-те години се забеляза сближаване между левите партии и студентите, феминистките осъзнават, че не са изслушвани от мъжете, участващи в тези групи, така че те се отделят от тях и се развиват независимо със свои собствени дискурси. Едно от най-важните действия на времето е публикуването по френски образец на текст, в който 374 жени признават, че са направили аборт.
Вторият важен момент е този относно разделението на труда в обществото със свързания въпрос за домашния труд. Отношенията между половете се анализират като властови отношения; феминистките се развиват в социалната среда и успяват да засегнат германските жени като цяло благодарение на разпространението на списания, женски издателства, колекциите от книги, публикувани от издатели и др.

#### Обединено кралство
През 70-те години в Обединеното кралство феминисткият активизъм приема много форми, със създаването на центрове за жени, различни бойни кампании, маршове срещу ограниченията на абортите, отварянето на убежища за жени – жертви на насилие и др. Най-явните действия се извършват изрично, за да привлекат вниманието на медиите, както се случва през 1970 г., когато феминистки, въоръжени с брашно, смрадливи туби и водни пистолети, успяват да прекъснат конкурса Мис „Свят“, който се провежда в Роял Албърт Хол в Лондон. Техният слоган е: „Ние не сме красиви, не сме грозни, ние сме гневни“.
Феминистките също демонстрират своите позиции чрез различни писания, както произведения като The Female Eunuch от Джърмейн Гриър, която бързо става световен бестселър, така и чрез първото радикално феминистко списание, Spare Rib, стартирано от Марша Роу и Роузи Бойкот. Феминистките постигат легализирането на контрацепцията през 1967 г. (противозачатъчните хапчета стават безплатни през 1974 г.) и това на абортите при определени условия, в допълнение към закона за собствеността на омъжените жени (1964 г.), Закона за равното заплащане (1970 г.), Закона за сексуалната дискриминация (1975 г.) и Закона за домашното насилие (1976 г.).

#### Ирландия
Ирландското движение за освобождение на жените е съюз на група ирландски жени, загрижени за сексизма в Ирландия както социално, така и правно. За първи път те започват след среща в дъблинското кафене „Бюлис“ на улица „Графтън“ през 1970 г. По-късно имат срещи в ресторанта на Маргарет Гай на улица „Багът“ всеки понеделник. Групата е краткотрайна, но влиятелна. Първоначално започва с дванадесет жени, повечето от които бяха журналистки. Един от съоснователите е Джун Левин.
През 1971 г. група ирландски феминистки (включително Джун Ливайн, Мери Кени, Нел Маккафърти, Майрин Джонстън и други членове на Ирландското движение за освобождение на жените) пътуват до Белфаст, Северна Ирландия, с т. нар. „контрацептивен влак “ и се връщат с презервативи, които тогава са незаконни в Ирландия.
През 1973 г. група феминистки, председателствани от Хилда Туиди от Ирландската асоциация на домакините, създават Съвета за положението на жените с цел постигане на равенство на жените. Това е орган-чадър за женски групи. През 90-те години  дейностите на съвета включват подкрепа на проекти, финансирани от Европейския социален фонд, и провеждане на програми и форуми за жени и лидерство. През 1995 г., след стратегически преглед, той променя името си на Национален женски съвет на Ирландия.

#### Финландия
През 60-те години на XX век феминизмът отново става част от дебата във Финландия след публикуването на „Дом, равенство и работа“ (на англ. Equality, Home, and Work) (1960) на Анна-Лиза Sysiharjun и „Финландските жена и мъж“ (Suomalainen nainen ja mies) на Елина Haavio-Mannilan (1968). Студентската феминистка група Yhystis 9 (1966 – 1970) се занимава с въпроси като необходимостта от безплатни аборти.
През 1970 г. има кратко, но силно женско движение, принадлежащо към втората вълна на феминизма. Изнасилването в брака не се смята за престъпление по онова време и жертвите на домашно насилие нямат къде да отидат. Феминистките също се борят за система за детски градини, която да бъде отворена за обществеността, и за правото не само на платен отпуск по майчинство, но и на отпуск по бащинство.  Незаконно е да се дискриминират жените в работната сила . Създадени са две феминистки групи, за да помогнат на движението: Марксистките феминистки (на шведски: Marxist-Feministerna) и Червените жени (на фински: Puna-akat). Феминистките във Финландия са вдъхновени от други европейски страни като Швеция и Швейцария. 
Други важни групи за финландските жени през 70-те години включват Съюзът на жените (на фински: Naisasialiitto Unioni) и Феминистките (на фински: Feministit).

#### Швеция
В Швеция втората вълна на феминизма се свързва най-вече с Група 8 – феминистка организация, основана от осем жени в Стокхолм през 1968 г. Тя се заема с различни феминистки въпроси като искания за разширяване на детските градини, 6-часов работен ден, равно заплащане за еднакъв труд и противопоставяне на порнографията. Първоначално базирани в Стокхолм, местни групи са основани в цялата страна. Влиянието на Група 8 върху феминизма в Швеция все още преобладава.

#### Нидерландия
През 1967 г. е публикувана „Недоволството на жените“ от Йок Смит. Публикуването на творбата често се смята за началото на втората вълна на феминизма в Нидерландия. В нея Смит описва разочарованието на омъжените жени, като казва, че им е омръзнало да бъдат само майки и домакини.

### Латинска Америка
Най-големите латиноамерикански страни като Мексико, Бразилия или Аржентина също преживяват втората вълна на феминизма, макар и като явление, ограничено до столиците и особено сред по-богатата класа. През следващите години политическите борби между въоръжените тайни движения и различните диктатури, присъстващи на континента, попречват на феминистките да говорят, в резултат на което постиженията, постигнати от втората вълна на феминизма, не намират отзвук преди 80-те години.

## Начало и повишаване на съзнанието
Началото на втората вълна на феминизма би могло да се изследва, като се разгледат двата клона, в които се формира движението: либералните феминистки и радикалните феминистки. Либералните феминистки, водени от фигури като Бети Фридан и Глория Стейнем, се застъпват за приемането на федерално законодателство, което да насърчава и подобрява личния и професионалния живот на жените. От друга страна, радикални феминистки, като Кейси Хейдън и Мери Кинг, възприемат уменията и уроците, които са научили от работата си със студентски организации като Студентите за демократично общество и Студентския ненасилствен координационен комитет и създават платформа за изказване за проблемите на насилието и сексизма, с които се сблъскват жените, докато работят с по-голямото Движение за граждански права в САЩ.

### Либерален феминизъм
След като са отстранени от работната сила поради личен или социален натиск, много жени в следвоенна Америка се връщат у дома или са назначени само на женски работни места в сектора на услугите. След публикуването на „Мистичната женственост“ на Фридан през 1963 г. много жени се свързват с чувството на изолация и неудовлетвореност, което книгата описва подробно. Самата книга обаче не е призив за действие, а по-скоро призив за себереализация и повишаване на съзнанието сред жените от средната класа в цяла Америка. Много от тези жени се организират, за да създадат Националната организация на жените през 1966 г., чието „Декларация за целта“ заявява, че правото на жените на равенство е една малка част от националната революция за граждански права, която се случва през 60-те години.

### Радикален феминизъм
Жените, които подкрепят радикалния феминизъм, колективно говорят, че са били принудени да мълчат и да се подчиняват на лидерите мъже в организациите на Новата левица в САЩ. Те разказват, че не само им е било казано да вършат канцеларска работа като пълнене на пликове и писане на речи, но също така е имало очакване от тях да спят с мъжете активисти, с които са работили. Докато тези актове на сексуален тормоз се извършват, младите жени са пренебрегнати правото им собствените им нужди и желания да бъдат признати от техните мъжки кохорти. Много радикални феминистки се научават от тези организации как да мислят радикално за собствената си стойност и важност, и прилагат тези уроци в отношенията, които имат помежду си.

## Бизнес начинания
Феминистките активистки създават набор от феминистки бизнес начинания, включително женски книжарници, феминистки кредитни съюзи, феминистка преса, феминистки каталози за поръчки по пощата, феминистки ресторанти и феминистки звукозаписни компании. Тези бизнеси процъфтяват като част от втората и третата вълна на феминизма през 70-те, 80-те и 90-те години на XX век.
В Западен Берлин се появяват шестнадесет проекта в рамките на три години (1974 – 1976), всички без държавно финансиране (с изключение на убежището за жени). Много от тези нови концепции са възприети по-късно от социалната икономика, някои все още се управляват автономно днес.

## Музика и популярна култура
Феминистките от втората вълна гледат на популярната култура като на сексистка и създават своя собствена поп култура, за да противодействат на това. Проект на втората вълна на феминизма е да създаде положителни образи на жените, да действа като противотежест на доминиращите образи, циркулиращи в популярната култура, и да повиши съзнанието на жените за тяхното потисничество.

### „Аз съм жена“
Песента на австралийската изпълнителка Хелън Реди от 1972 г. "I Am Woman" („Аз съм жена“) изиграва голяма роля в популярната култура и се превръща във феминистки химн. Реди става известна като „феминистко въплъщение“ или „феминистка икона“. Тя казва на интервюиращите, че песента е „песен за гордост от това, че си жена“. Няколко седмици след като I Am Woman влиза в класациите, но радиостанциите отказват да я пускат. Някои музикални критици и радиостанции смятат, че песента представлява „всичко глупаво в женското движение за освобождение“. Тогава Реди започва да изпълнява песента в множество телевизионни вариететни предавания. Тъй като песента набира популярност, жените започват да се обаждат по радиостанциите с молба да чуят I Am Woman. Песента отново влиза в класациите и достига номер едно през декември 1972 г. I Am Woman също става протестна песен, която жените пеят на феминистки митинги и протести.

### Оливия Рекърдс
През 1973 г. група от пет феминистки в САЩ създават първата звукозаписна компания, притежавана и управлявана от жени, наречена Оливия Рекърдс. Те правят това, защото са разочаровани, че големите компании се забавят да добавят изпълнителки към своите списъци. Първоначално имат бюджет от 4000 долара и разчитат на дарения. С тези дарения Оливия Рекърдс създава първия си дългосвирещ албум – албум с феминистки песни, озаглавен I Know You Know. Първоначално разчитат на доброволци и феминистки книжарници за разпространение на своите записи, но след няколко години записите им започват да се продават в масовите магазини за звукозаписи.
Компанията е толкова успешна, че се мести от Вашингтон в Лос Анджелис през 1975 г. Тя издава няколко плочи и албума и тяхната популярност нараства. С нарастването на популярността им около компанията се разраства алтернативна, специализирана музикална индустрия. Този тип музика първоначално се нарича „лесбийска музика“, но става известна като „женска музика“. Въпреки това, въпреки че компанията първоначално е предназначена за жени, през 80-те години се опитва да се отдалечи от този стереотип и насърчава мъжете също да слушат тяхната музика.

### Женска музика
Женската музика се състои от музикантки, съчетаващи музика с политика, за да изразят феминистките идеали. Градовете в Съединените щати започват да провеждат женски музикални фестивали, всички състоящи се от изпълнителки, пеещи свои собствени песни за личните си преживявания. Първият женски музикален фестивал се провежда през 1974 г. в Университета на Илинойс. През 1979 г. музикалният фестивал на жените в Мичиган привлича 10 000 жени от цяла Америка. Тези фестивали насърчават вече известни певици, като Лора Ниро и Елън Макилуейн, да започнат да пишат и продуцират свои собствени песни, вместо да преминават през голяма звукозаписна компания. Много жени започват да изпълняват хард рок музика, традиционно доминиран от мъже жанр. Един от най-успешните примери включва сестрите Ан и Нанси Уилсън, които създават известната хард рок група Харт.

### Филми
Германската филмова и телевизионна академия Берлин дава шанс на жените в киното в Германия: от 1968 г. една трета от студентите й са жени. Някои от тях – пионерки на женското движение, правят феминистки игрални филми: Хелке Зандер през 1971 г.  – Eine Prämie für Irene („Награда за Ирен“), а Кристина Перинчоли (въпреки че е швейцарка, а не германка) през 1971 г. –  Für Frauen – 1. Kap („За жени – 1-ва глава“). 
В Западна Германия Хелма Сандерс-Брамс и Клаудия фон Алеман правят феминистки документални филми от 1970 г. нататък. През 1973 г. Клаудия фон Алеман и Хелке Сандер организират 1-вия международен женски филмов семинар в Берлин. През 1974 г. Хелке Сандер основава списанието Frauen und Film – първото феминистко филмово списание, чиято главна редакторка е до 1981 г.
През 70-те години в Западна Германия жени режисьори правят цяла поредица от женски филми - филми, фокусирани върху личната еманципация на жените. През 80-те години Гьоте-институт разпространява колекция от немски женски филми до всяко кътче на света. „...тук терминът „феминистко кинотворчество“ действително функционира, за да посочи филмова практика, определяща себе си извън мъжкото огледало. Германският феминизъм е едно от най-активните женски движения в Европа. Той получава достъп до телевизията; поражда спектър от списания, издателство и летен женски университет в Берлин; вдъхновява цяла група режисьорки". Но повечето от режисьорките не се възприемат като феминистки, с изключение на Хелке Сандер и Кристина Перинчоли. През 1970 г. жените оператори все още са толкова редки, че тя трябва да ги намери в Дания и Франция. Работейки с изцяло женски филмов екип, Перинчоли насърчава жените да научат тези професии, доминирани тогава от мъже.
През 1979 г. германски филмови дейци сформират Асоциацията на жените филмови дейци която е активна няколко години. През 2014 г. нов опит с Proquote Film (тогава като Proquote Regie) се оказва успешен и ефективен. Проучване на университета в Росток показва, че 42% от завършилите филмови школи са жени, но само 22% от немските игрални филми са поставени от режисьорки и обикновено са по-зле финансирани. По същия начин жените са в неравностойно положение в другите доминирани от мъже филмови професии, където мъжете дори без образование са предпочитани пред завършилите жени. Инициативата посочва, че въвеждането на квотна система в Швеция е довело дела на жените на ключови позиции във филмовата продукция до приблизително същия като дела на населението. В резултат на това шведската инициатива призовава също така за паритет на органите за финансиране на филми и прилагане на постепенна квота за жени за разпределяне на работните места за филмова и телевизионна режисура, за да се постигне равнопоставено по пол разпределение. Това трябва да отразява плурализма на модерното общество, защото разнообразието не може да бъде гарантирано, ако повече от 80% от всички филми са продуцирани от мъже. ProQuote Film е третата инициатива, с която жени с висок дял в своята индустрия се борят за повече жени ръководители и финансови ресурси (виж Pro Quote Medien (2012 г.) и Quote Medizin).
В САЩ както създаването, така и сюжетите на филмите започват да отразяват феминистките идеали от втората вълна, което води до развитието на феминистката филмова теория. В края на 1970-те и началото на 1980-те г. режисьори, участвали в част от новата вълна на феминисткия филм, включват Джоан Миклин Силвър („Между редовете“, Between the Lines), Клаудия Уейл („Приятелки“, Girlfriends), Стефани Ротман и Сюзън Зайделман („Смитеринс“, „Отчаяно търсейки Сюзън“). Други забележителни филми, които изследват феминистки теми, които са направени по това време, включват филма от 1968 г. „Бебето на Розмари“ и филмовата адаптация от 1971 г. на романа на Лоис Гулд от 1970 г. „Такива добри приятели“ (Such Good Friends).
Документалният филм от 2014 г. „Тя е красива, когато е ядосана“ (She's Beautiful When She's Angry) е първият документален филм, който отразява втората вълна на феминизма.

### Изкуство
Изкуството по време на втората вълна на феминизма също процъфтява. Известно като движението за феминистко изкуство, творбите и художничките по време на движението се борят да си осигурят представителство в поле, доминирано от бели мъже. Техните произведения идват във всички различни среди и имат за цел да сложат край на потисничеството, да предизвикат нормите, свързани с пола, и да подчертаят тежката индустрия на изкуството, вкоренена в белия патриархат. Творбата на Линда Нохлин от 1971 г. „Защо не е имало велики художнички?“ (Why Have There Been No Great Women Artists?) се превръща в една от най-влиятелните творби, произлезли от движението, и поставя под въпрос половите стереотипи за жените в областта на изкуството, както и дефиницията на изкуството като едно цяло.

## Критики
Някои чернокожи жени и/или такива от работническата класа и бедни жени се чувстват отчуждени от основните елементи на феминисткото движение от втората вълна, което до голяма степен защитава правото на жените да работят извън дома и разширяването на репродуктивните им права. Цветнокожите жени и бедните бели жени в САЩ са работили извън дома като сини якички и в сферата на услугите в продължение на поколения. Освен това Анджела Дейвис пише, че докато афро-американските жени и белите жени са били подложени на множество неволни бременности и е трябвало тайно да правят аборт, афроамериканските жени също са страдали от задължителни програми за стерилизация, които не са били широко включени в диалога за репродуктивната справедливост.
Започвайки в края на 20 век, множество феминистки учени като Одри Лорд и Уинона ЛаДюк критикуват втората вълна в Съединените щати като редуцираща феминистката активност в хомогенизирана и белосана хронология на феминистката история, която игнорира гласовете и приноса на много цветнокожи жени, жени от работническата класа и ЛГБТ жени.
Феминисткото движение от втората вълна в Съединените щати е критикувано, че не успява да признае борбите на цветнокожите жени и техните гласове често са били заглушавани или игнорирани от белите феминистки. Предполага се, че доминиращите исторически разкази на феминисткото движение се фокусират върху белите жени, жените от Източното крайбрежие и предимно жените от средната класа и групи за повишаване на съзнанието на жените, като се изключват опитът и приносът на лесбийките, цветнокожите жени и работническата класа и жените от по-нисша класа. Чела Сандовал нарича доминиращите разкази на движението за освобождение на жените „ хегемонен феминизъм“, тъй като той есенциализира феминистката историография до изключителна популация от жени, което предполага, че всички жени изпитват същите потисничества като белите жени, жените от Източното крайбрежие и предимно жените от средната класа. Мултирасовата феминистка теория също се изправя срещу фокуса на феминисткото движение от втората вълна върху белите жени от средната класа, като твърди, че пренебрегва взаимодействието между расизма и мизогинията. Този ограничаващ възглед предполагаемо игнорира потисничеството, пред което са изправени жените, определени от тяхната раса, класа и сексуалност, и поражда феминизми на цветнокожите жени, които се отделят от движението за освобождение на жените, като черния феминизъм, африканския уоманизъм и Hijas de Cuauhtémoc което се появява в Калифорнийския държавен университет, Лонг Бийч, който е основан от Анна Нието-Гомез, поради сексизма на Чикано движението. Кимбърле Креншоу измисля термина „междусекторност“ през 1989 г. в отговор на белите възгледи от средната класа, които доминират втората вълна на феминизма. Междусекторността описва начина, по който системите на потисничество (т.е. сексизъм, расизъм) имат мултипликативен, а не адитивен ефект върху тези, които са многократно маргинализирани. Това се превръща в основен принцип на феминизма от третата вълна.
Много феминистки учени виждат разделянето на поколенията на втората вълна като проблематично. Вторите вълни обикновено се есенциализират като поколението на бейби бумърите, докато в действителност много феминистки лидери от втората вълна са родени преди края на Втората световна война. Този есенциализъм на поколенията хомогенизира групата, която принадлежи към вълната, и твърди, че всеки човек, част от определено демографско поколение, споделя едни и същи идеологии, тъй като идеологическите различия се считат за различия в поколенията.
Феминистките учени, особено тези от края на 20 и началото на 21 век до наши дни, преразглеждат различни писания, устни истории, произведения на изкуството и артефакти на цветнокожите жени, жените от работническата класа и лесбийките през началото на 60-те до началото на 80-те г. на 20 век, за да децентрират онова, което считат за доминиращи исторически разкази на втората вълна на движението за освобождение на жените, позволявайки обхвата на историческото разбиране на феминисткото съзнание да се разшири и трансформира. Възстановявайки истории, които според тях са били изтрити и пренебрегнати, тези учени претендират да установят това, което Мейли Блекуел нарича „модернизирана памет“. Блекуел описва това като форма на „контрапамет“, която създава трансформиращ и течен „алтернативен архив“ и пространство за женското феминистко съзнание в рамките на „хегемонните разкази“. За Блекуел гледането в празнините и пукнатините на втората вълна позволява да бъдат открити фрагменти от историческото знание и памет и да се появят нови исторически феминистки теми, както и нови перспективи за миналото, принуждавайки съществуващите доминнантни дискурси, които претендират да представляват универсалния опитът, да бъде децентрирани и префокусирани.